# Guilin

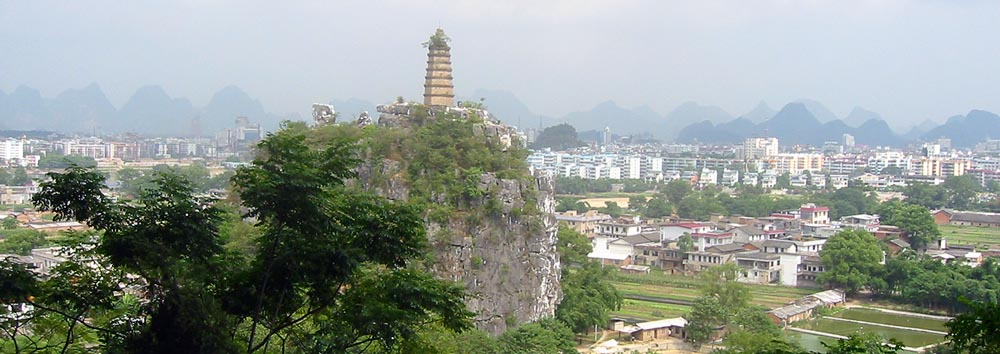
Vue de Guilin

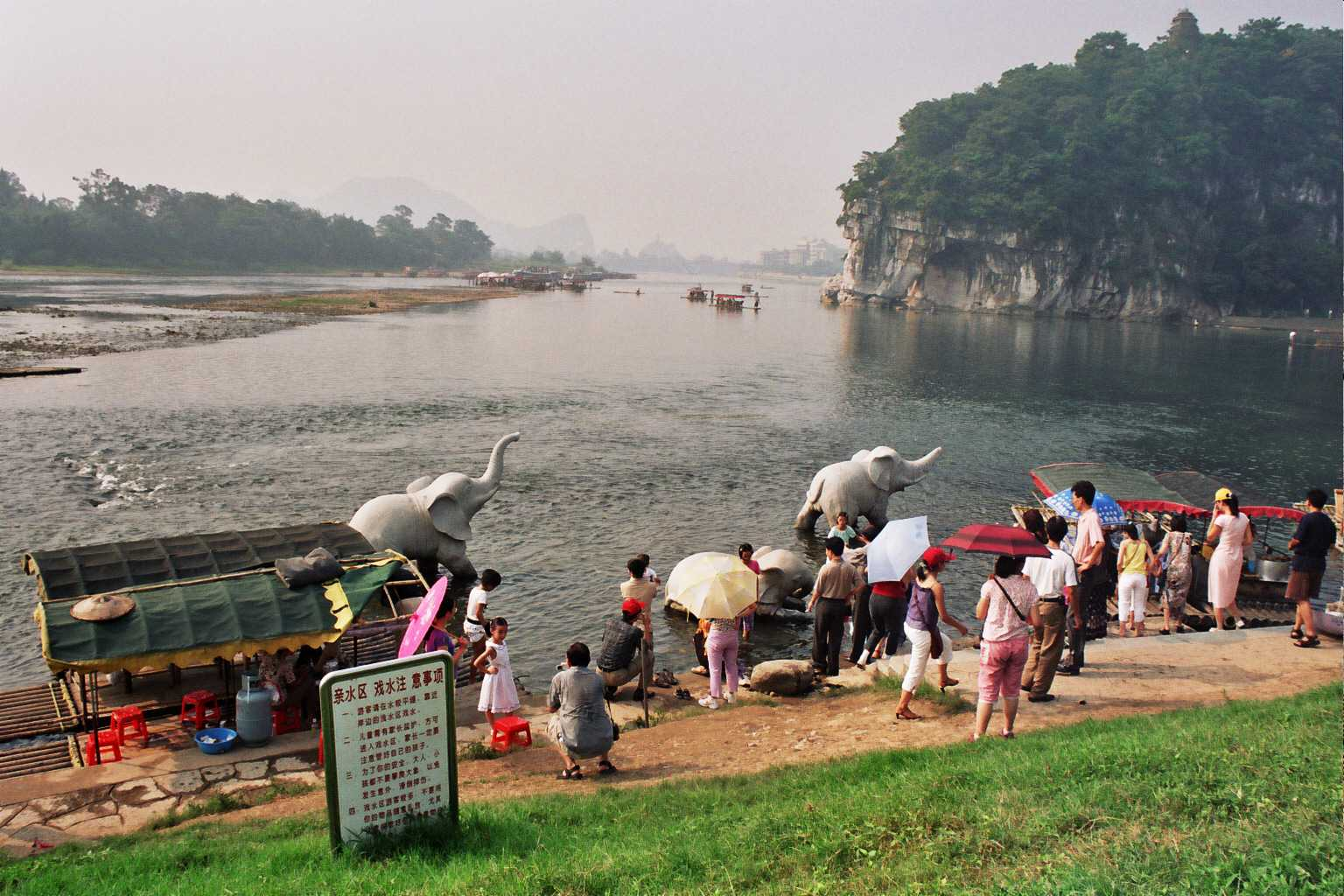
La colline de la trompe d'éléphant à Guilin

Guilin (chinois : 桂林 ; pinyin : guìlín ; Zhuang : Gveihlaem ; littéralement « la forêt d’osmanthus ») est une ville zhuang du Guangxi (région autonome), en Chine, située sur la rivière Li. Elle tire son nom de l’osmanthus, un arbre qui pousse abondamment entre la rivière et les collines.
Fondée il y a plus de 2 000 ans sous la dynastie Qin, Guilin est connue pour ses monuments historiques, pour ses embarcations en bambou, pour la pêche au cormoran sur la rivière Li, pour le paysage composé de centaines de collines boisées et très pentues, pour les reliefs karstiques caractéristiques de cette région et pour la gastronomie locale. Les environs de Guilin comptent parmi les terres agricoles les plus productives du pays : on y cultive le riz mais aussi les céréales, les agrumes, le taro, les châtaignes…
Guilin est l'une des destinations les plus prisées du Guangxi, dont elle est l'ancienne capitale. Elle a été une des places fortes de la résistance chinoise contre l'invasion japonaise. Les touristes utilisent l'aéroport international de Guilin Liangjiang, à 30 km au sud ouest de la ville, et le tourisme d'initiation aux plaisirs de la vie campagnarde mis en place par les autorités, séduit de plus en plus de citadins chinois.
La ville s'étend aujourd'hui sur 551 km2 et compte environ 1 million d'habitants en 2010.

## Histoire

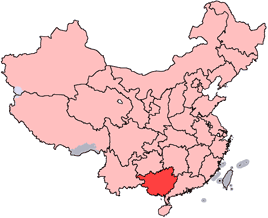
Position du Guangxi en Chine

Il y a environ 10 000 ans, selon les symboles découverts dans les grottes Baojiyan et Minkyan près de la ville, les habitants paléolithiques formaient une société de type matriarcal. Pendant les dynasties Xia, Shang et Zhou, la région de Guilin était peuplée de cultivateurs de taro.
En 314 av. J.-C., un petit hameau apparaît sur les berges de la rivière Li.
En 111 av. J.-C., durant le règne de l'empereur Wu de la dynastie Han, le xian (arrondissement) de Shi An est établi.

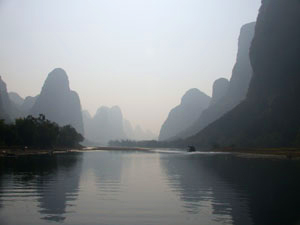
La rivière Li

En 507, la ville prend le nom de Guizhou, et prospère sous les dynasties Tang et Song mais reste un xian. La ville est un lien entre le gouvernement central et la frontière sud-ouest, et le lieu depuis lequel l'armée régulière surveille cette frontière. Des canaux sont construits à travers la ville de telle sorte que les réserves de nourriture peuvent être transportées directement depuis les régions de production de la plaine du Yangzi vers l'extrême sud-ouest de l'empire.
Sous la dynastie Ming, Guizhou devient capitale de la province du Guangxi en raison de son importance dans la région. En 1914, Nanning devint la capitale de la province.
En 1940, la ville acquiert son nom actuel. En 1981, l'ancienne ville a été inscrite à la liste du conseil d'état comme l'une des quatre villes avec Beijing, Hangzhou et Suzhou où la protection de l'héritage historique et culturel et les paysages devaient être traités comme une priorité.
Lors de l'invasion japonaise en 1937, les reliefs karstiques du Lijiang servent de refuge à l'armée nationale, chassée de la Chine côtière par les Japonais. Le Guomindang fait même de Guilin sa capitale, avant d'aller s'établir à Chongqing en 1938. Durant ces deux années, la population de Guilin augmente considérablement à cause du flot des réfugiés, atteignant le million d'habitants. L'affirmation de l'identité chinoise y anime une vie intellectuelle intense avec ses maisons d'édition, ses journaux, et ses troupes de théâtre. En 1942-1944, c'était par l'aéroport de Guilin Qifengling que l'armée américaine ravitaillait l'armée chinoise. Mais en 1944, la région tombe aux mains des Japonais, qui détruisent en partie son patrimoine historique. Une autre partie encore a été détruite comme « vestiges d'un passé révolu » lors de la Révolution culturelle, mais a été reconstruite depuis.

## Géologie
Dans la région de Guilin, le relief karstique dessine le long des rivières des « dents de dragon ». Au Mésozoïque d'énormes quantités de calcaire se sont déposées sur les fonds des mers qui recouvraient alors une grande partie du sud-est asiatique. Ces couches ont émergé à l'Éocène à la suite du soulèvement de la croûte terrestre, puis d'innombrables séismes et le travail de l'érosion ont modelé des collines, des « forêts de pierre », des réseaux de grottes.

## Population
La population de la ville est de 975 638 habitants, et celle de la circonscription de 4 988 397 habitants d'après le recensement de 2010, en très légère augmentation depuis le recensement de 2000.
Les groupes minoritaires sont les Zhuangs, les Yaos, les Hmongs, et les Dongs.
Au recensement de 2000, les 4 614 670 personnes recensées se répartissaient en :
| Nom ethnique | Population | %       |
| ------------ | ---------- | ------- |
| Han          | 3 887 657  | 84,25 % |
| Yao          | 375 902    | 8,15 %  |
| Zhuang       | 216 950    | 4,7 %   |
| Hmong        | 58 951     | 1,28 %  |
| Dong         | 48 166     | 1,04 %  |
| Hui          | 17 550     | 0,38 %  |
| Mandchou     | 1 805      | 0,04 %  |
| Mulam        | 1 585      | 0,03 %  |
| Mongols      | 1 190      | 0,03 %  |
| Divers       | 4 914      | 0,11 %  |

## Économie
En 2004, le PIB total a été de 45,5 milliards de yuans, et le PIB par habitant de 9 240 yuans.
En 2009, le PIB par habitant est de 19 435 ¥ (environ 2858 US$), n°125 parmi les 659 villes chinoises.
Les produits agricoles locaux sont le pamplemousse Shatian, l'orange d'été, le fruit du moine, le ginkgo, le kaki-lune, le taro Lipu, l'alcool Sanhua, la sauce au poivre, le « fromage » de soja fermenté, les nouilles de riz de Guilin, la châtaigne d'eau, les céréales, le poisson et la crème de « lait de fèves » séchée dans des rouleaux serrés.
L'industrie locale consiste en produits pharmaceutiques, pneus, machines, engrais, soie, parfum, vin, thé, cannelle, phytothérapie.
Le tourisme transforme radicalement la ville, la préfecture, la province même.

## Aéroport
L'Aéroport international de Guilin Liangjiang (code IATA : KWL • code OACI : ZGKL), est utilisé par plus de 15 compagnies aériennes, et dessert une vingtaine de destinations domestiques ainsi que les aéroports étrangers de Bangkok, Hong Kong, Kuala Lumpur, Séoul, Singapour. Cela montre le développement de l'industrie touristique aux niveaux national et international.

## Culture locale et patrimoine

### Sites touristiques

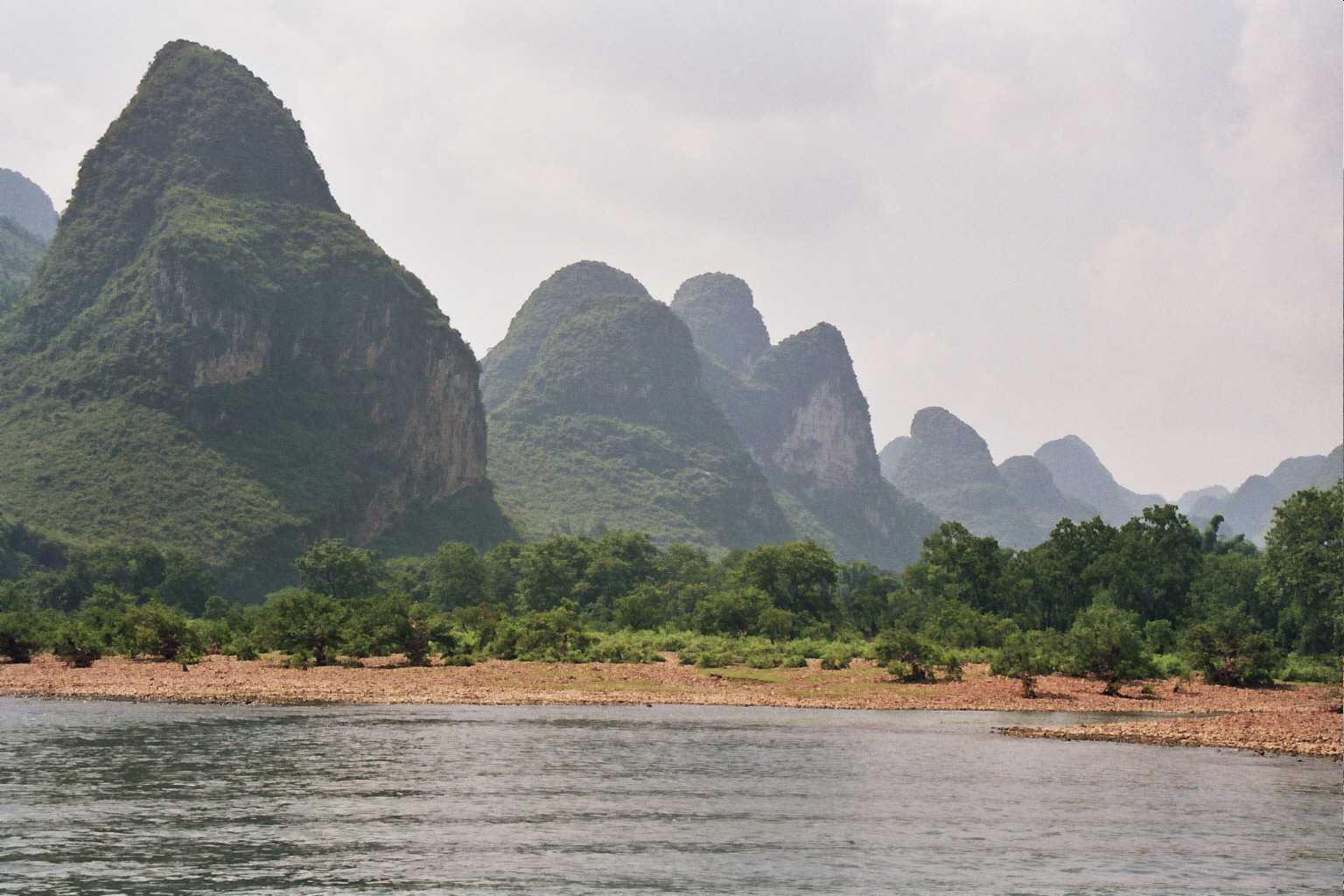
Ses collines en « dents de dragon »
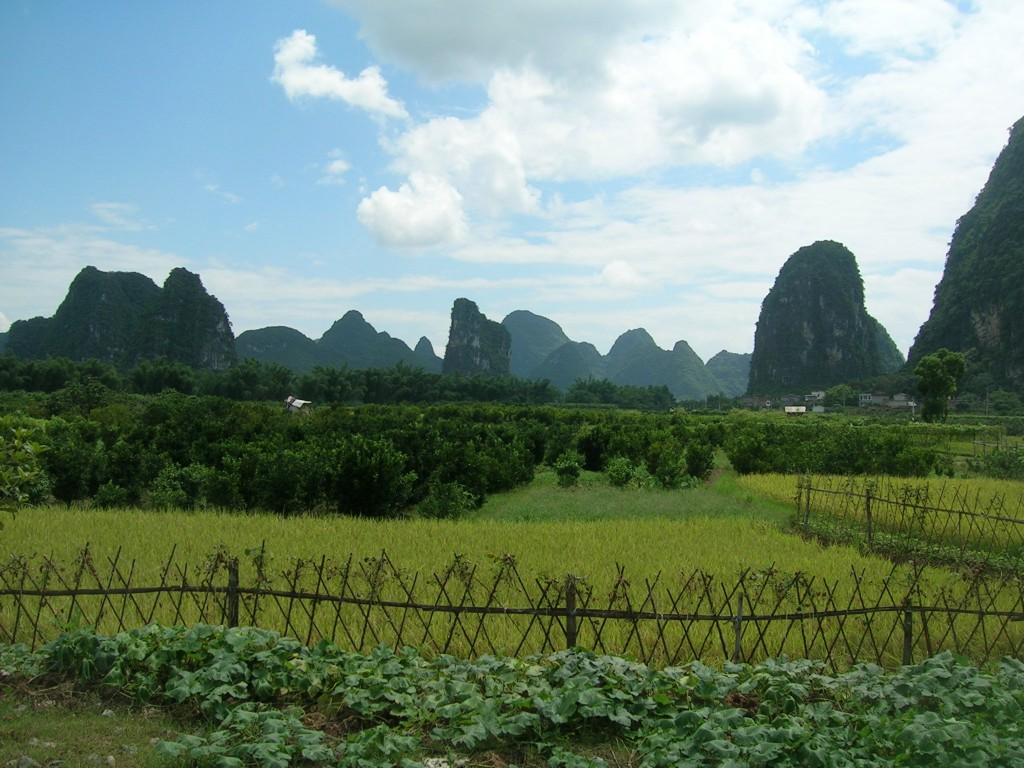
La campagne guilinaise
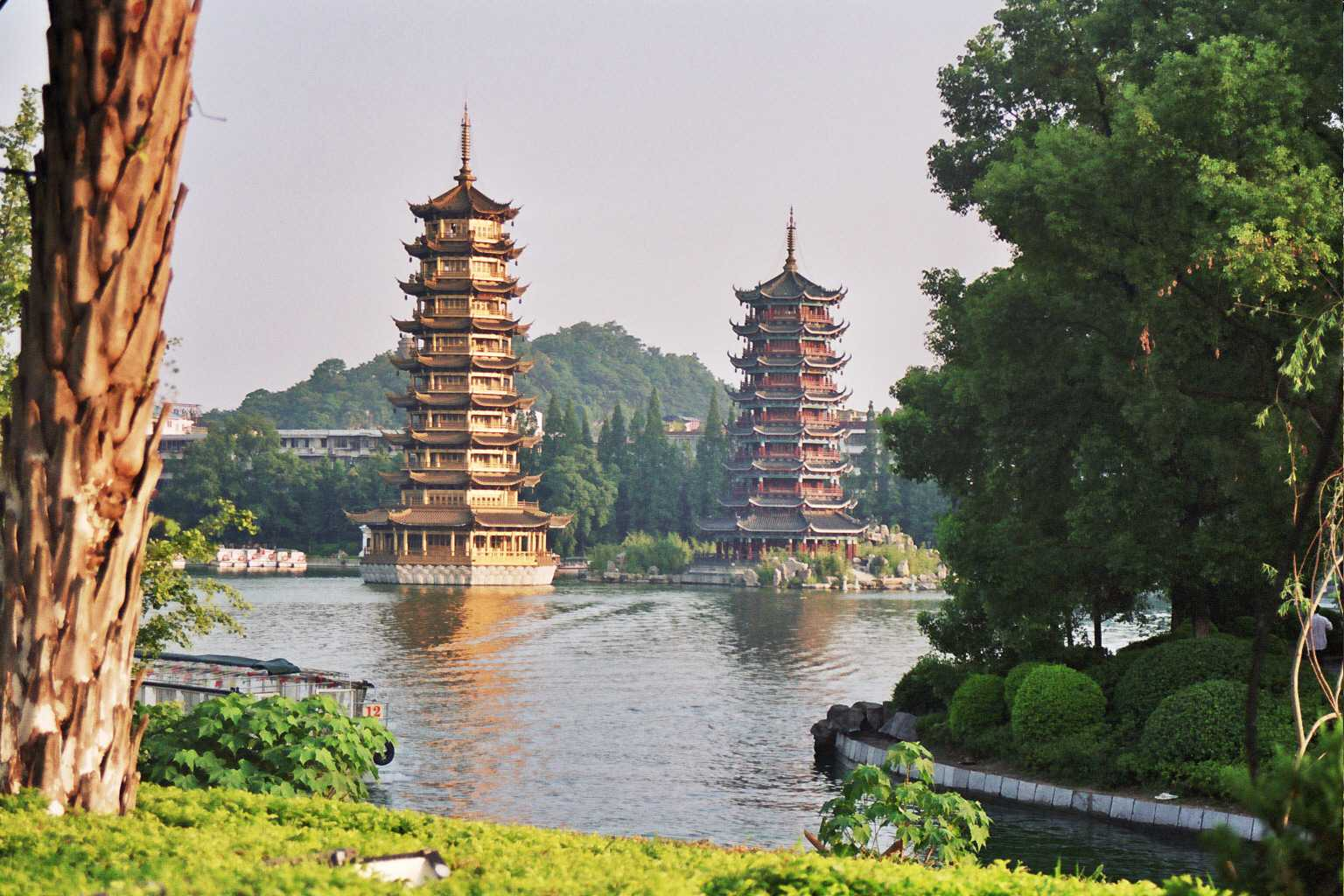
Pagodes
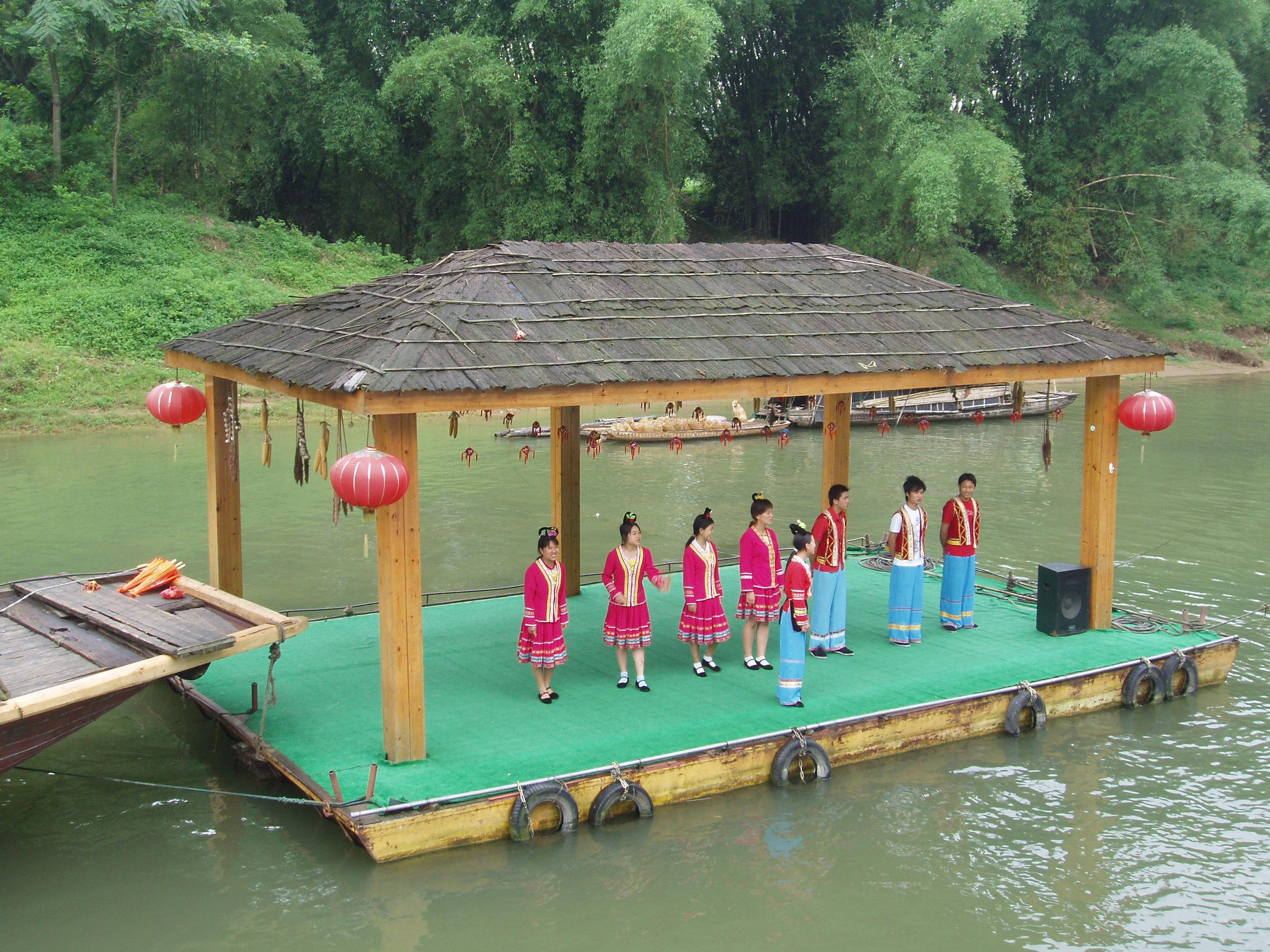
Chants
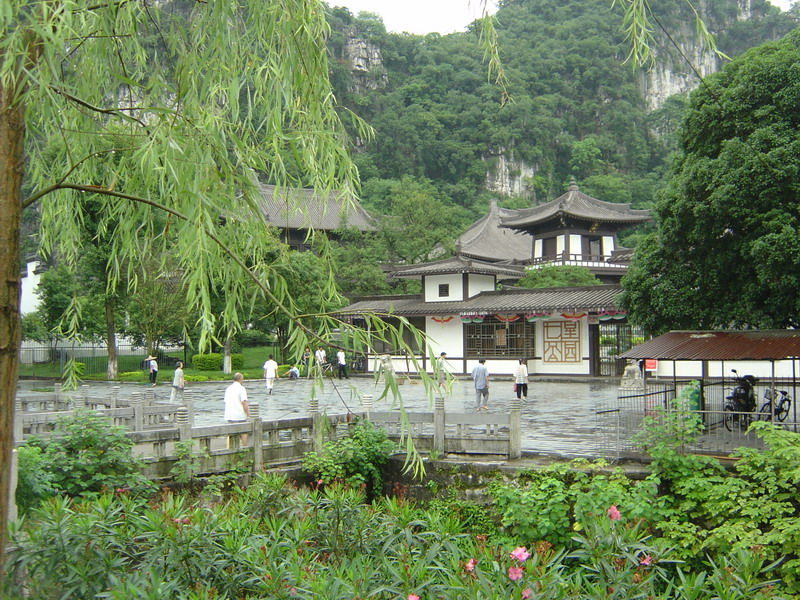
Parc à Guilin
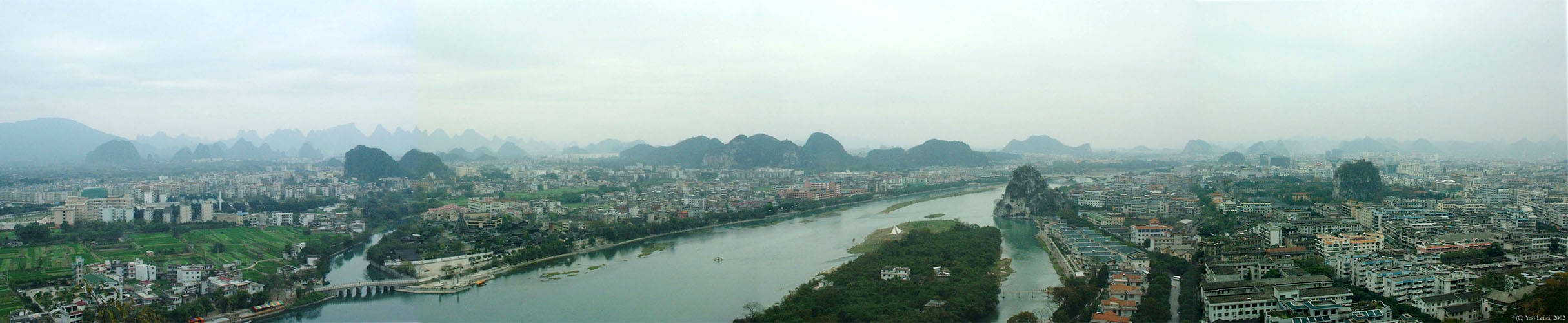
Panorama
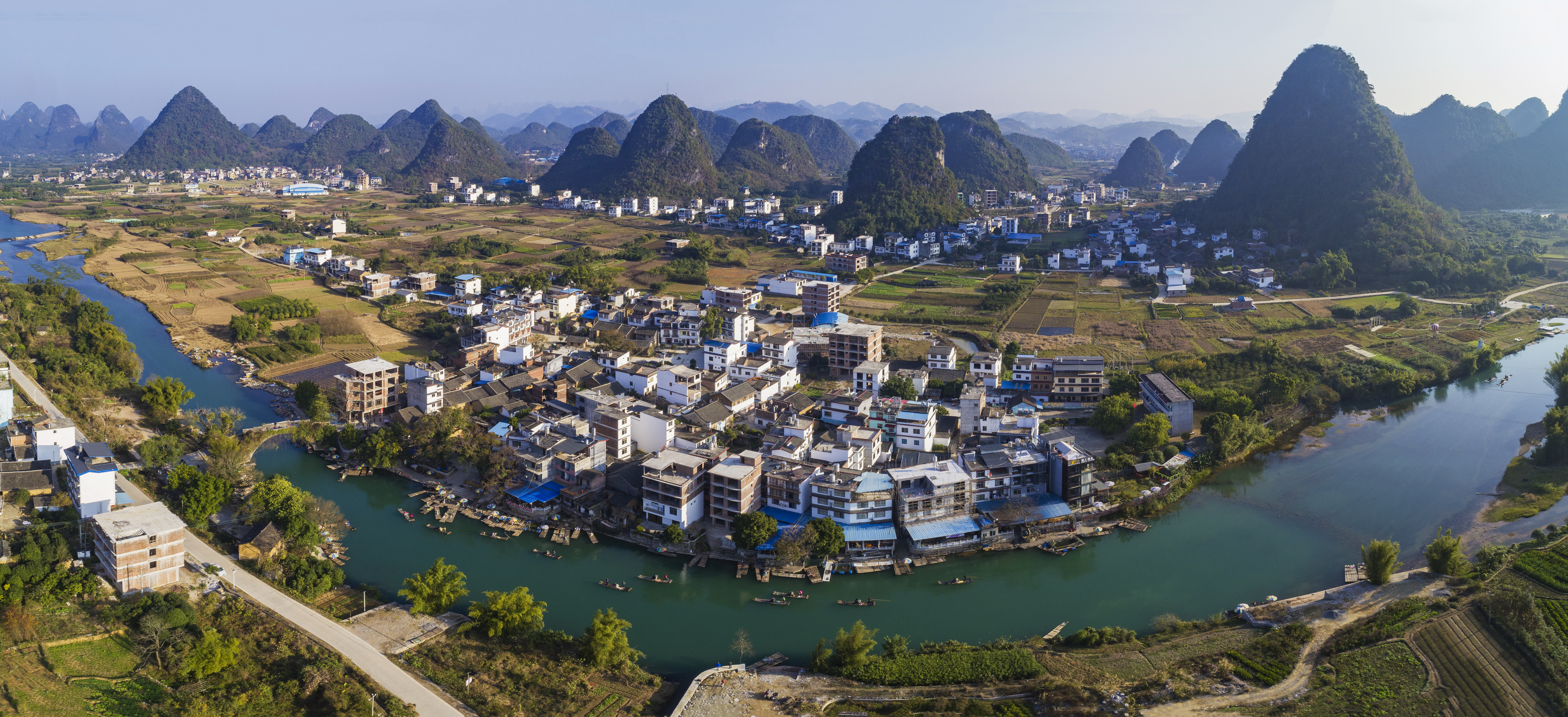
Autre panorama
Panorama de la ville Cuiping, au bord de la Li.
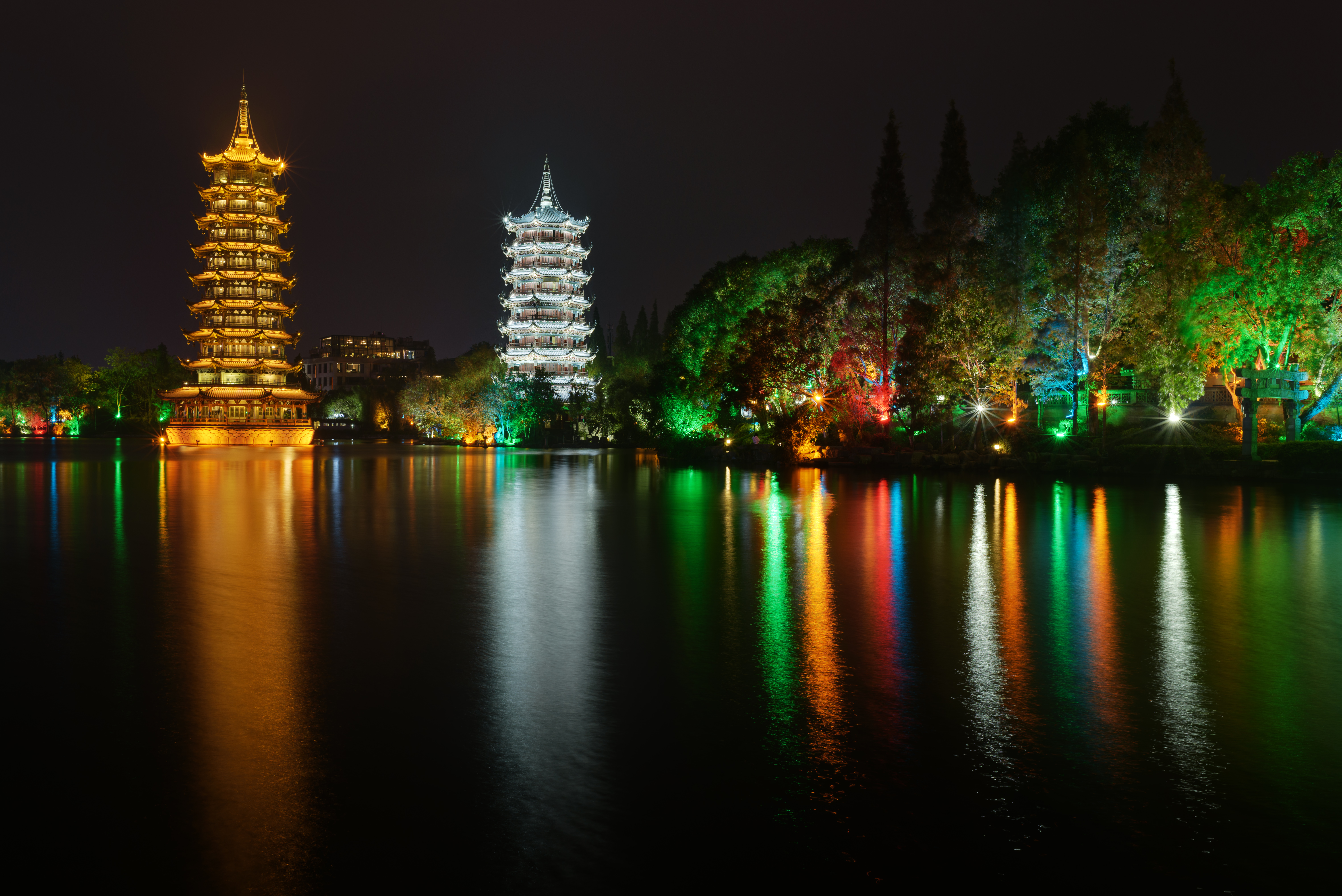
Les pagodes de la Lune et du Soleil, au bord du lac Shanhu, à Guilin, en novembre 2017.
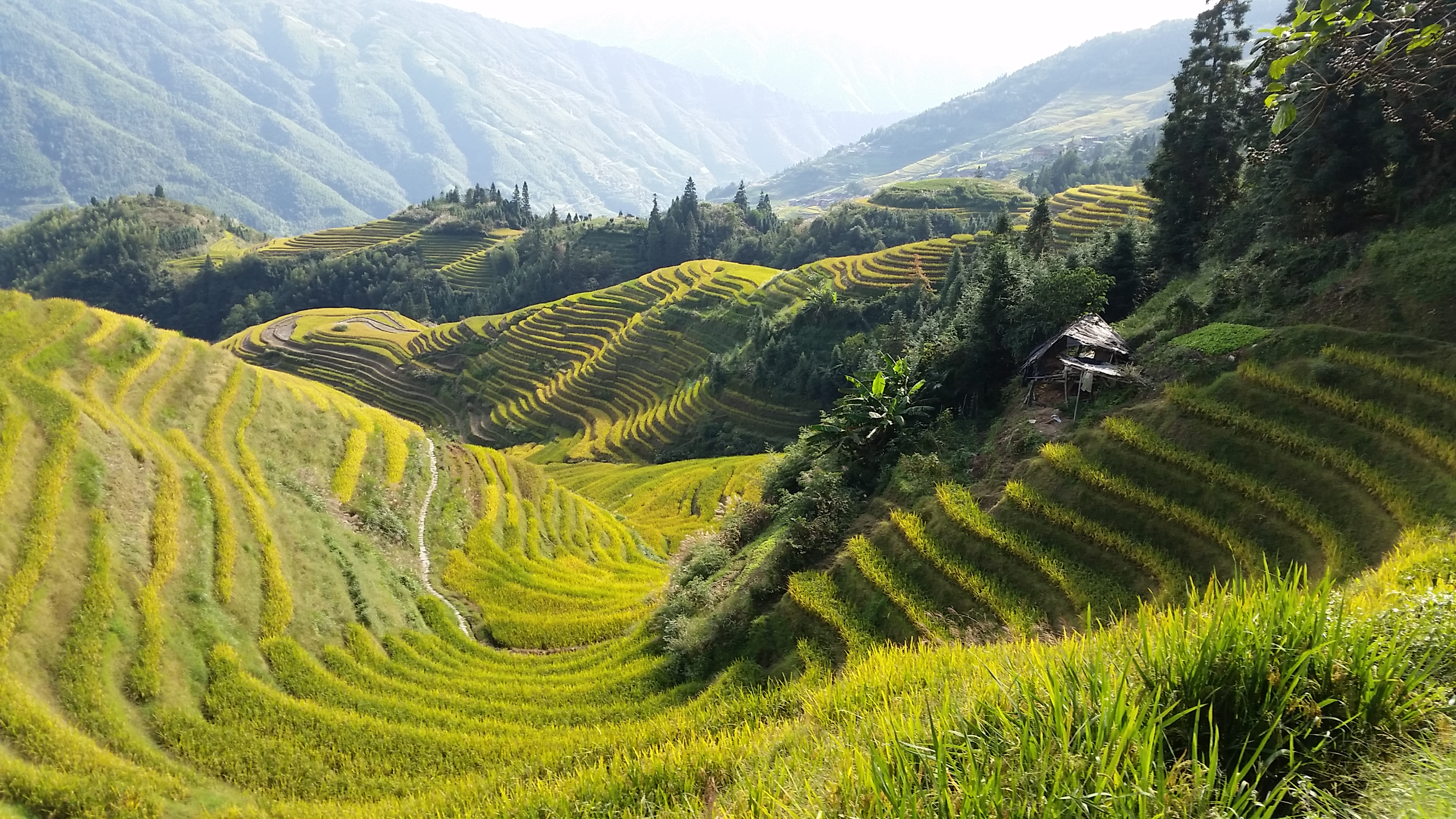
Rizières en terrasse de Ping'an

- la rivière Li, pour les promenades à pied et en bateau (jusqu'à Yangshuo)
- La cité princière de Jingjiang datant de la dynastie Ming
- La Grotte des flûtes de roseau Ludi yan, promenade spéléologique sur 500 m
- Le Parc des Collines des Couleurs Accumulées Diecaishan
- Le Parc des Sept Etoiles Qixinggongyuan 七星 公园, pour les sept collines, évoquant la constellation de la Grande Ourse, avec jardins botanique et zoologique
- Les grottes des Sept Étoiles et de Ludi
- La colline du Chameau Lotoshan
- La colline de la Trompe d'éléphant Xiangbishan 象鼻山, au confluent de la Yangjiang, symbole de la ville de Guilin, avec sa pagode
- La colline du Croissant
- La colline de Fubo, pic isolé et île dans la rivière, en hommage au général homonyme, aussi appelée le « brise-lames »
- La colline de Nanxi
- Les gorges d'Erlang
- La Plage de Huangbu ou du « tissu jaune »
- Longsheng, rizières en terrasses, zone protégée de Longji et Ping'an
- les villages traditionnels dongs, avec leurs ponts : Pont de Chenyang, près de Sanjiang, préfecture de Liuzhou
- le marché de Linxi, près de Sanjiang, préfecture de Liuzhou
- Daxu, remarquable ancienne cité, 30 km au sud-ouest, aux rues pavées et aux maisons et entrepôts dans le style de la dynastie Ming (1368-1644)
- Huangyao, ancienne cité, à 200 km au sud-ouest, préfecture de Hezhou
- Le Pic de la Beauté Solitaire ou « Pic Duxiu »
- Le jardin paysager de Liusanjie
- Le Yangshuo, avec la Colline de la Lune Yuèliàng Shān 月亮山
- Guilin et ses « dents de dragon » font partie des endroits où l'Unesco a classé différents sites des provinces de Yunnan, Guizhou et Guangxi, dans les régions de Shili, Libo et Wuton, sous la rubrique karst de Chine du Sud)[7]

### Cuisine

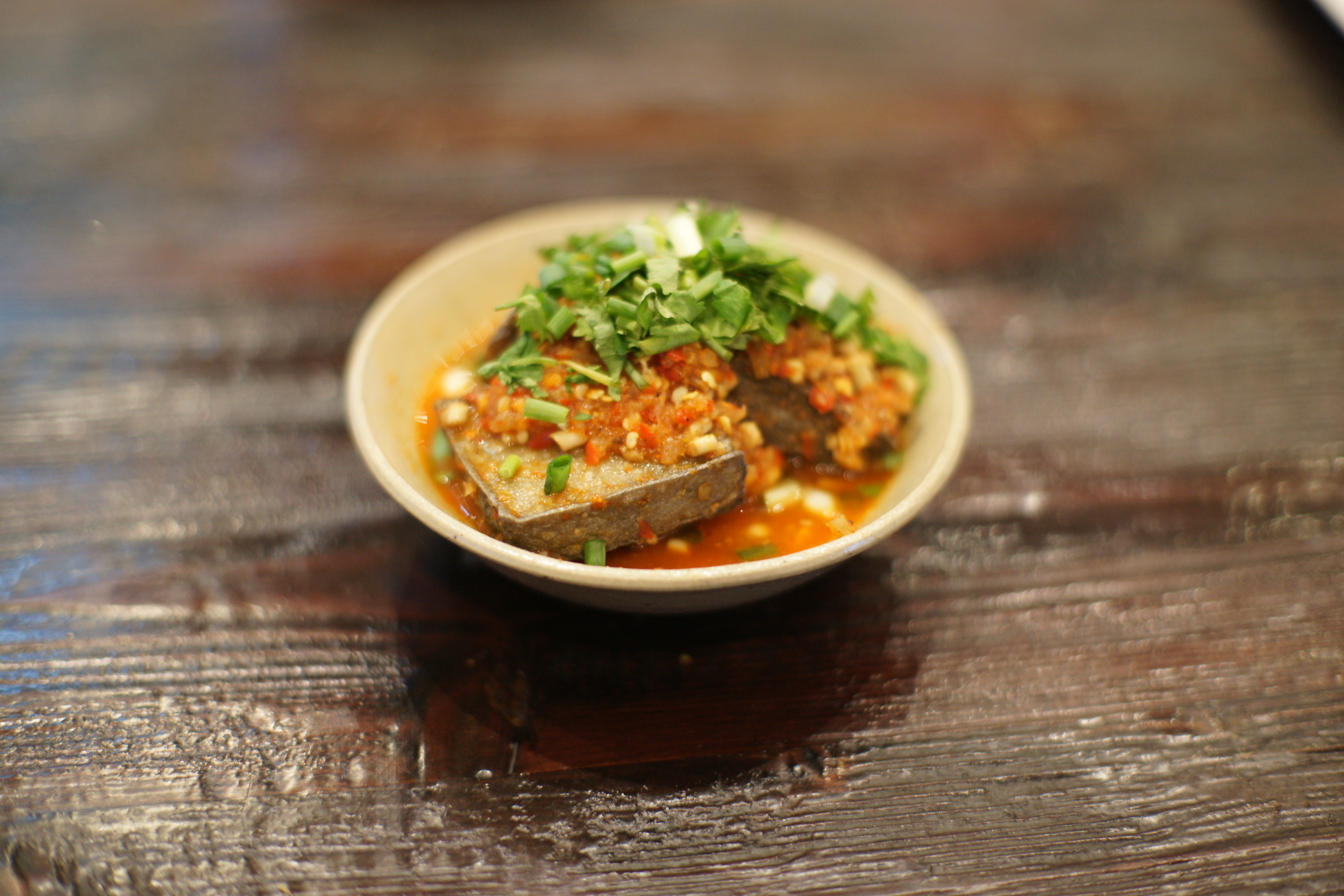
Tofu fermenté de Guilin

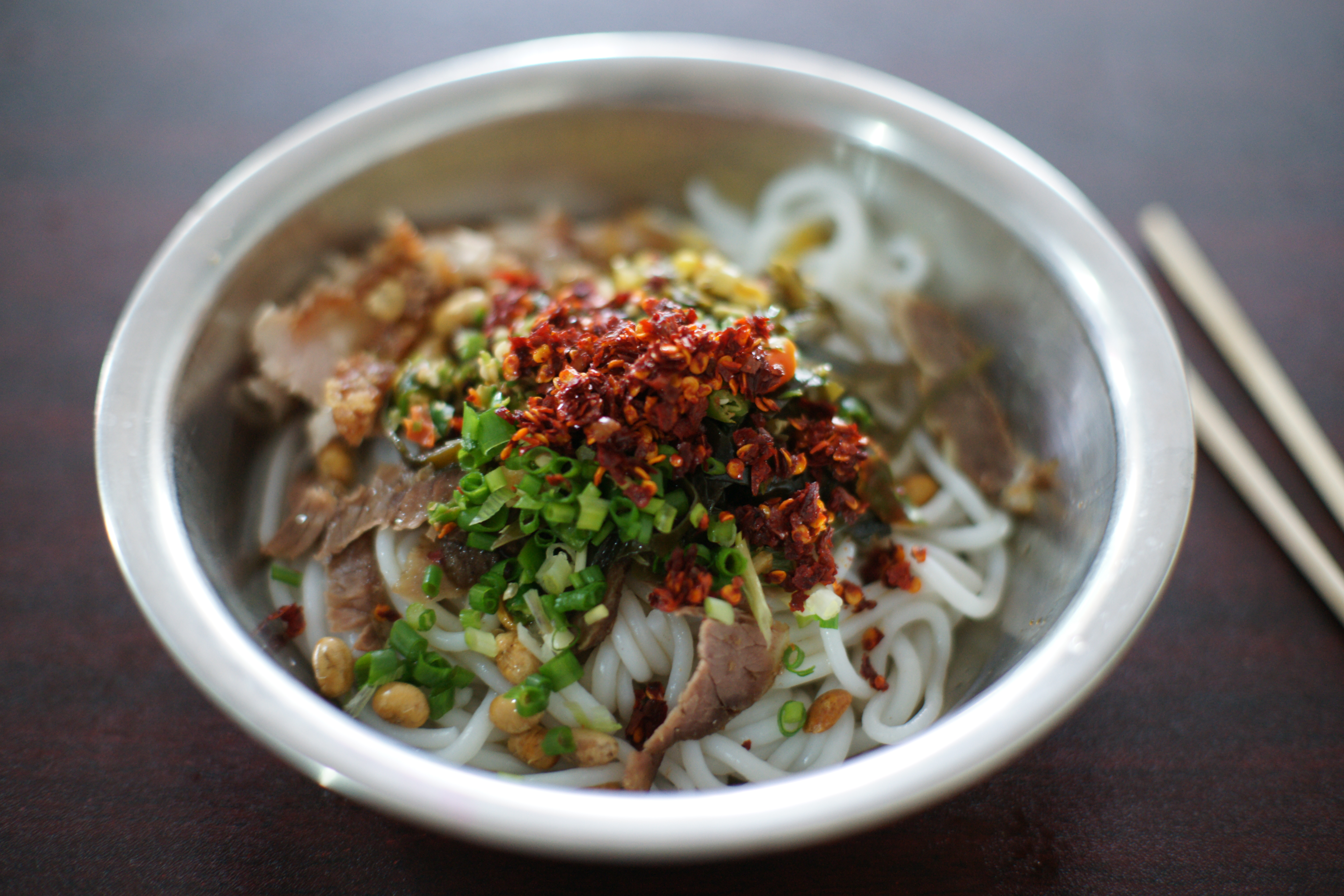
Nouilles de riz de Guilin

La gastronomie de Guilin est connue pour ses "Trois Trésors" (桂林三宝): une sauce à base d'ail et de piments (桂林辣椒酱), le Guilin Sanhua Jiu (桂林三花酒) , variété locale d'alcool de riz, et le tofu fermenté (豆腐乳).
Les nouilles de Guilin (桂林 米粉, litt. riz de Guilin) sont des nouilles de riz généralement consommées au petit déjeuner. La légende attribue leur invention à l'arrivée du premier empereur Qin.

### Folklore
Selon la mythologie locale, une crue avait jadis menacé la région de Guangxi. Un dieu, ému du sort des habitants, décida de barrer la route aux eaux destructrices. Il déplaça les collines du nord de la Chine en les métamorphosant en chèvres noires, puis il conduisit cet immense troupeau vers Guilin. Lorsque les bêtes arrivèrent, un vent étrange se mit à souffler et les chèvres, une à une, reprirent leur forme originelle de collines.

## Jumelages
- - Nishikatsura, Yamanashi, Japon
- - Hastings (Nouvelle-Zélande)
- - Orlando, États-Unis
- - Aix-en-Provence, France

## Subdivisions administratives
La ville-préfecture de Guilin exerce sa juridiction sur dix-sept subdivisions - cinq districts, dix xian et deux xian autonomes :
- le district de Xiangshan - 象山区 Xiàngshān Qū ;
- le district de Xiufeng - 秀峰区 Xiùfēng Qū ;
- le district de Diecai - 叠彩区 Diécǎi Qū ;
- le district de Qixing - 七星区 Qīxīng Qū ;
- le district de Yanshan - 雁山区 Yànshān Qū ;
- le xian de Yangshuo - 阳朔县 Yángshuò Xiàn ;
- le xian de Lingui - 临桂县 Línguì Xiàn ;
- le xian de Lingchuan - 灵川县 Língchuān Xiàn ;
- le xian de Quanzhou - 全州县 Quánzhōu Xiàn ;
- le xian de Pingle - 平乐县 Pínglè Xiàn ;
- le xian de Xing'an - 兴安县 Xīng'ān Xiàn ;
- le xian de Guanyang - 灌阳县 Guànyáng Xiàn ;
- le xian de Lipu - 荔浦县 Lìpǔ Xiàn ;
- le xian de Ziyuan - 资源县 Zīyuán Xiàn ;
- le xian de Yongfu - 永福县 Yǒngfú Xiàn ;
- le xian autonome de diverses nationalités de Longsheng - 龙胜各族自治县 Lóngshèng gèzú Zìzhìxiàn ;
- le xian autonome yao de Gongcheng - 恭城瑶族自治县 Gōngchéng yáozú Zìzhìxiàn.

## Dans la culture

### Jeux vidéo
- Battlefield 4 dans l’extension China Rising, une des cartes porte le nom de "Pic de Guilin" (Guilin Peak).
- Dans Shenmue II, Ryo Hazuki doit aller à Guilin.

### Cinéma
- Plusieurs scènes de la bataille de Kashyyyk, planète mère des Wookiees dans Star Wars, épisode III : La Revanche des Sith, ont été tournées à Guilin.

### Bande dessinée
- L'intrigue de La Jonque céleste, épisode de la série Yoko Tsuno de Roger Leloup, se déroule dans Guilin et ses environs, à l'époque contemporaine et au XIe siècle.

## Transport
- Le métro de Guilin est en cours de construction et ouvrira en 2025.